# Coupe d'Irlande de football 1882-1883
Navigation
Édition précédente Édition suivante
La coupe d'Irlande de football 1882-1883 est la troisième édition de la Coupe d'Irlande de football (en anglais Irish Cup) devenue par la suite la Coupe d'Irlande du Nord de football. Son nom officiel est alors Irish Challenge Cup. 
La compétition s'organise par matchs éliminatoires joués sur le terrain du premier club tiré au sort. Si les deux équipes ne peuvent se départager au terme du temps réglementaire, un match d'appui est joué. 
Après deux échecs consécutifs en finale, Cliftonville Football Club remporte pour la première fois la compétition. Le club bat en finale l'Ulster Football Club sur le score de 5 buts à 0.

## Premier tour
Les résultats sont inconnus

## Demi-finales
| Club recevant              | Score | Club visiteur                | Date |
| -------------------------- | ----- | ---------------------------- | ---- |
| Cliftonville Football Club | 7-0   | Alexander Limavady           |      |
| Ulster Football Club       | 4-1   | Queen's Island Football Club |      |

## Finale
| Finale     | Cliftonville Football Club | 5-0 | Ulster Football Club | Bloomfield Ground, Knock, Belfast |                     |
| 5 mai 1883 |                            |     |                      | Spectateurs : 2 000               | Spectateurs : 2 000 |